# Antiproton-lassító

Az Antiproton-lassító vázlatos felépítése

Az Antiproton-lassító és előgyorsítói

Az Antiproton-lassító (AD: Antiproton Decelerator) a CERN egyik részecskegyorsítója. A lelassított antiprotonokat a hozzá kapcsolódó kísérletekbe juttatja. A japán többségű ASACUSA kísérletnek vannak magyar résztvevői.

## Előzmények
A CERN-ben 1981 és 1984 között antiprotonokat ütköztettek protonokkal a Szuper protonszinkrotronban (SPS). Az antiprotonokat úgy állították elő, hogy a Protonszinkrotron (PS) 26 GeV-es protonjait fix céltárgyra ejtve ~3,5 GeV-es antiprotonokat keltettek, amelyeket az antiproton-felhalmozóban (AA: Antiproton Accumulator) gyűjtöttek. Az AA-ban alkalmazták Simon van der Meer ötletét, a sztochasztikus hűtést, az antiprotonnyalábok keresztmetszetének csökkentésére. Az antiprotonokat ezután visszatöltötték a PS-be, ahol felgyorsították őket 26 GeV-re, majd átadták őket az SPS-nek. Egy másik ütemben a PS 26 GeV-es protonokat töltött közvetlenül az SPS-be. Ezután a  protonokat és antiprotonokat együtt gyorsították tovább.
A CERN-ben 1983-tól folytak kísérletek lassú antiprotonokkal, melyeket a kisenergiájú antiproton-gyűrűben (LEAR: Low-Energy Antiproton Ring) lassítottak le. Itt sikerült először antianyagot előállítani, 1995-ben, antihidrogént, azaz olyan atomot, amelyben negatív antiproton körül az elektron antirészecskéje a pozitron kering. Ekkor az AA-ban tárolt 3,5 GeV-es antiprotonokat először a PS lassította 609 GeV/c-re, majd a LEAR lassította tovább. 1987-ben az antiproton-tároló elé egy másik gyűrűt építettek, az antiprotongyűjtőt (AC: Antiproton Collector), amellyel 10-szeresére növelték antiprotonok számát. 
Az SPS programja 1984-ben, a LEAR-é 1996-ban ért véget és leállították, hogy az LHC-nek forrásokat szabadítsanak fel. Az AA-t 1997-ben szétszedték és Japánba szállították. 2006-ban a LEAR-t átépítették a Kisenergiájú ion-gyűrűvé (LEIR: Low Energy Ion Ring).

## Felépítése
Mivel az antiprotonokkal foglalkozó kutatók szerettek volna tovább is ezzel foglalkozni, ezért új, gazdaságosabb eszközt kellett készíteni. Az Antiproton-lassító – amely helyettesíti az AC–AA–LEAR hármast egyetlen berendezésben – az AC átépítésével állították elő. 1997-ben kezdődtek a munkák és 2000 júliusában állt üzembe.

## Alkalmazása
A Protonszinkrotron 26 GeV-re gyorsított protonokat állít elő, amelyeket egy céltárgyba ütköztetve nagyon sok részecske keletkezik, ezek közül kell kiválogatni az antiprotonokat, amelyek az antianyagos kísérletekhez túl nagy sebességgel (energiával) rendelkeznek, és túlzottan nagy a nyaláb átmérője és széttartása.
Az Antiproton-lassító lassítja az antiprotonokat 3.57 GeV/c-ről 100 MeV/c-re, eközben sztochasztikus hűtést és elektronhűtést alkalmaz a nyalábméret és az impulzusszórás csökkentése céljából. Végül a lassú antiprotonokat – 5·1013 protonból 5·107 antiproton marad a folyamat végére – átadja a kísérleteknek.

### Kísérletek

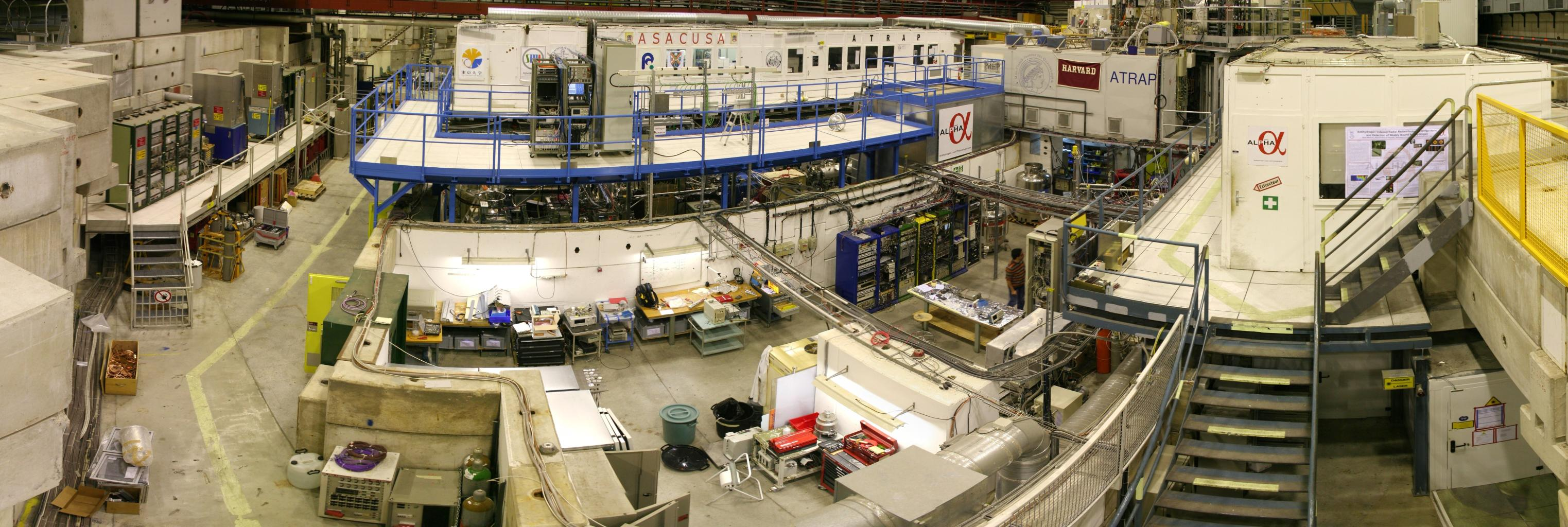
Az ASACUSA, ATRAP és ALPHA kísérletek kontrollszobái a CERN AD termében

| Rövidítés | teljes név                                                     |
| --------- | -------------------------------------------------------------- |
| ASACUSA   | Atomic Spectroscopy And Collisions Using Slow Antiprotons      |
| ATHENA    | ApparaTus for High-precision Experiments on Neutral Antimatter |
| ATRAP     | Antihydrogen Trap Collaboration                                |
| ACE       | Antiproton Cell Experiment                                     |

## Eredmények
2002-ben az ATHENA több ezer antihidrogén-atomot állított elő.